# 厄尔库埃罗
厄尔库埃罗或译库埃罗，是马普切神话传说（包括智利中部和南部的神话传说，尤其是Chilote神话，和阿根廷西南部分地区的神话传说）中的水生生物或一种神秘生物。有关El Cuero的传说在智利和阿根廷都曾有流传。在现实中，有人声称在拉卡尔湖（是一个深处于安第斯山脉中的起源于冰川时期的湖泊，位于距离智利的国境线25公里处）曾目击到它。有些调查者指出，这种动物与另一种生活在南美洲湖泊里的未知生物——Hueke-Hueke，有着相似之处。由于这两种生物的报道实在太相似，许多调查者相信它们根本就是同一种生物。

## 名称
El Cuero可以粗略地翻译为“牛皮”。这种生物还有各种各样的名字，如：cuero del agua、cuero vivo、manta、manta del Diablo、el Threquelhuecuvu、El Bien Peinado等，马普切人称之为trülke wekufe。

## 特征
厄尔库埃罗长有一个无毛的头部与脊梁，和一个看起来就像是被晒干的牛皮一样的身体，正如其名。这些特征使得一些研究者推测厄尔库埃罗可能是一种生活在南美洲的狭盐性淡水黄貂鱼（stingray）的远亲。然而，南美洲淡水黄貂鱼和厄尔库埃罗之间还是有一些明显的区别的。
厄尔库埃罗的脸部据说看起来很令人厌恶，在那微红色的杆子（stalks）上方是如同蜗牛般的眼睛。也有报道说这种生物的躯干中间长有一个鸟喙状的嘴。当地人相信厄尔库埃罗可以通过这张嘴来吸取猎物的血液。目击者也曾声称厄尔库埃罗身体边缘长有一圈剃须刀似的爪子，可以使它紧紧抓住猎物；身上长有触角，身体的轮廓与钳子外形一样，有一双突出的红眼睛。有一些另外的证据可以证明这种生物的两栖习性，例如在拉卡尔湖边经常能发现一些鸟兽的残骸，这很可能就是厄尔库埃罗所為。

## 传说
厄尔库埃罗生活在湖泊、河流、泻湖甚至海洋里，但它更容易在一些比较小而阴暗的泻湖中被发现。谁要是住在厄尔库埃罗生存的湖边就要倒霉了，因为它会用黑魔法使水面升起，并催眠受害者，使他们跑不动。当水面达到了一个合适的高度时，厄尔库埃罗就扑向猎物，把它们卷起来，拖回深水中并吃掉它们。当人们或动物在湖中游泳时，厄尔库埃罗的食欲就更容易满足了。
人们说当他们接近湖边时，很容易受到厄尔库埃罗的突然袭击。如果谁想把厄尔库埃罗从湖中或泻湖里赶出去，他必须要祈求巫师的帮助。这个人可以用她的魔法将厄尔库埃罗吸引到湖边。这时萨满用魔法欺骗厄尔库埃罗，并把一种带刺的树枝捆起来扔到水里，引诱它上钩。由于厄尔库埃罗被巫师的法术迷住了，它会认为那捆树枝就是它的猎物，于是它就扑上去，紧紧地捆住。这个举动使得树枝上的刺扎进它的肉里，而厄尔库埃罗会因为流血过多而死掉。
有谣传说一天一个毫不知情的母亲在Hua-Hum河中洗衣服，突然一个巨型魟鱼似的生物跃出水面，捉走了她身旁岸上的孩子。